# Gudum (Lemvig)
Gudum är en småort i Lemvigs kommun i Jylland i Danmark, som hade 201 invånare 2017.
I Gudum ligger sockenkyrkan Gudum Kirke från 1350, som före reformationen också var klosterkyrka till Gudum Kloster, ett nunnekloster av benediktinorden från 1200-talet. Klostret låg ursprungligen på en annan plats, men flyttades 1484 till sockenkyrkan.
Gudum Kloster togs över av Kronan 1536 efter reformationen. År 1717 övertogs gården Gudum Kloster av gårdsfogden Anders Rasch. Från 1732 gick den inom en enda familj, familjen Olsen, fram till 1907. Gårdens huvudbyggnad är uppförd i slutet av 1700-talet.